# Marzabotto
Marzabotto ist eine Stadt in Italien in der Region Emilia-Romagna in der Metropolitanstadt Bologna im Tal des Reno in der Nähe von Bologna. Die Stadt hat 6747 Einwohner (Stand 31. Dezember 2009).

## Geschichte
Bekannt ist der Ort unter anderem durch das Massaker von Marzabotto, in dem im September/Oktober 1944 das schlimmste Kriegsverbrechen deutscher Soldaten während des Zweiten Weltkrieges in Italien stattfand. Italienischen Presseberichten zufolge beschwerte sich Benito Mussolini bei Adolf Hitler telefonisch wegen des Massakers.
In der Nähe von Marzabotto wurde die besterhaltene und -erforschte etruskische Stadt ausgegraben (siehe Marzabotto (antike Stadt)).
Seit 1992 ist Marzabotto Partnergemeinde der bremischen Ortschaft Vegesack.

## Söhne und Töchter der Stadt
- Arciso Artesiani (1922–2005), Motorradrenn- und Automobilfahrer